# Raúl Mazza
Raúl Mazza (* Ciudad de Buenos Aires 6 de junio de 1888 - † Ciudad de Buenos Aires, 24 de febrero de 1948) fue un pintor argentino.
Raúl Mazza emprendió su carrera artística estudiando en la Sociedad Estímulo de Bellas Artes de la ciudad de Buenos Aires, en tal institución cursó entre los años 1902 y 1905 teniendo como uno de sus principales maestros al escultor Arturo Dresco. Al egresar obtuvo cierto renombre como pintor de género y de escenas costumbristas argentinas, expuso muchas de estas obras en el Salón Nacional de Pintura desde 1912 hasta 1947. Previamente, ya en 1910 el Congreso Nacional le otorgó una beca de perfeccionamiento en Europa, de modo que pudo asistir entre 1911 y 1912 al estudio de Giovanni Giacometti en Florencia y luego estudiar en París con Anglada Camarasa en cuyo estudio conoció a su compatriota Tito Cittadini.
Tras su retorno a la Argentina Raúl Mazza obtuvo el cargo de profesor en la Escuela de Artes Decorativas de Buenos Aires, de la cual pasó a ser director en 1944. Entre tanto, en 1931 realizó paneles decorativos para la Exposición Internacional de Nueva York, así como murales en los edificios porteños de los Ministerios de Hacienda y Obras Públicas. 
Su técnica es sencilla (frecuentemente ha recurrido al óleo sobre lienzo) aunque bien lograda: una sabia disposición de los objetos y personajes y el uso de una paleta colorida y luminosa aunque mesurada, con pocos extremos cromáticos. Cabe notar que, pese a desarrollar toda su obra en pleno período de las vanguardias del siglo XX, su obra se mantiene bastante distante de las mismas y dentro de un tradicional figurativismo, con ligeros influjos del impresionismo.

## Obras
- Naturaleza muerta con frutas (1927)
- La Cosecha (1938).

- Datos: Q4892287